# 路易斯兰迪亚
路易斯兰迪亚是巴西米纳斯吉拉斯州的一个市镇。总面积424.748平方公里，总人口6432人，人口密度15.1人/平方公里。